# 朽木白哉
朽木 白哉（くちき びゃくや）は、久保帯人作の漫画作品およびそれを原作としたアニメ『BLEACH』に登場する架空の人物。アニメの声優は置鮎龍太郎。ミュージカルでの俳優は林修司→太田基裕→猪野広樹。実写映画での俳優はMIYAVI。

## プロフィール
- 護廷十三隊所属、六番隊隊長
- 朽木家二十八代目当主
- 身長：180cm
- 体重：64kg
- 誕生日：1月31日
- テーマミュージック：Giovanni Mirabassiの"Je Chante Le Temps"/「AVANTI!」収録

## 人物
四大貴族「朽木家」の現当主及び六番隊隊長にして、朽木ルキアの義兄。痩躯で、肩にかかる程度の長さの黒髪をもつ、白皙の中性的な容姿の男性。羽裏色は青藍。羽織は袖のないタイプ。隊長にはルキアが入隊する少し前に市丸ギンとほぼ同時期に就任した。一人称は「私」。
最高位貴族や一隊長としてのプライドが高く、冷静沈着で滅多に感情を表に出さない。真面目で朽木家当主として死神の規範となるために、掟に殉ずる考えを持つ。主に尸魂界篇では情に流れないという印象であったが、一護との戦闘が終わってからは、義妹（ルキア）を危険な目に遭わせたくないために、危険度の高い席官職に就かせないよう根回しをするといった至極不器用な心配りも明らかになった。ルキアからは「兄様」あるいは「白哉兄様」、夜一からは「白哉坊」、やちるからは「びゃっくん」と呼ばれ、一護からは「白哉」と呼ばれている。一護に呼び捨てにされることは快く思っていない様子である。
55年前、貴族以外の血を混ぜることが掟に反すると知りながらも、流魂街出身の緋真と結婚する。50年前に緋真が亡くなり、彼女の遺言通り緋真の実妹であるルキアを自身の義妹として迎え入れた。ルキアを迎えることでまた掟に反いたため、2度と掟を破らないと誓っていた。そのため、ルキアの処刑が決まった時には自身の気持ちに迷いが生じていた。
家十軒にも相当する値打の銀白風花紗（ぎんぱくかざはなのうすぎぬ）を首に纏い、上流貴族にしか着用を許されない髪飾り牽星箝（けんせいかん）を頭の上部と右側につけている。戦闘においては、高位歩法『瞬歩』が得意。かつて、一護の鎖結（さけつ）と魄睡（はくすい）を一瞬にして破壊し、死神能力を奪った。鬼道においても高い実力を持ち、死神として非常にバランスの取れた高い戦闘能力を有する。
その厳格な性格から、他者との交流は少ないように見えるものの、義妹のルキアが十三番隊に所属していることもあって、十三番隊隊長である浮竹十四郎とは交流が深い。十一番隊隊長の更木剣八とは一触即発となる場面が数回あったものの、行動を共にする場面が多く、月島と交戦した際には「戦いの中で刹那の狂気に身を浸す愉しみを知った」と語るなど、互いに反目しながらも剣八の影響を少なからず受けている描写がある。夜一、やちるを中心に女性死神とも交流があり、本人の全く知らない所で、朽木邸は女性死神協会の宴会等に部屋の一部を使われ、屋敷に通じる秘密の地下道や隠し扉が作られている。池にある鯉を浮竹へのお見舞いとして、やちるに捕られたりもしている。
美的感覚は、ルキアと同レベル。番外編では、砂浜にてワカメ大使なる砂像を創作した（ルキアはこの像を絶賛していた）。「ワカメ大使」は、本人のアイデアとして出店の販売品の菓子デザインに使用されている。辛いものが好きであり、甘いものは嫌い。小説版では、使用人に意図して自分には辛い物を、ルキアには甘いものを出すようにしていた事が判明した。趣味は夜中の散歩。

## 経歴

### 過去篇
子供の頃（110年前～）は感情的で頭に血が上りやすい性格で、そこを夜一にからかわれ続けていた。夜一に対しタメ口を用いる一方、祖父の銀嶺には敬意を見せ、銀嶺が屋敷に帰るや否や、敬語を用いて溌剌と会話をしていた。当時は、髪紐で長い黒髪を上に括っていた。

### 尸魂界篇
前述の経緯から、ルキアの処刑が決まっても至って平静に振る舞い彼女の処刑に異を唱えようとはせず、あくまでルキアを助けようとする黒崎一護や卍解を会得した阿散井恋次と対立し死闘を繰り広げたが、卍解した一護との勝負で自身の負けを認めた。さらに事件の真相を知らされた後には一護との死闘で重傷を負っていたにも拘らず、殺されそうになったルキアを市丸ギンの刃から庇って更に重傷を負い、その後にルキアに自らの思いと彼女を養子にした本当の理由を告げて謝罪し、和解する。

### 破面篇
破面編では、山本元柳斎重國から日番谷冬獅郎率いる先遣隊を連れ戻すという命令を受け、更木剣八と共に現世に下り、彼らを連れ戻すも、尸魂界に帰還後はルキアと恋次の2人が虚圏へ向うことを黙認した。その後、剣八・マユリ・卯ノ花と共に虚圏に侵入し、第7十刃ゾマリ・ルルーと交戦して勝利し、ルキアの窮地を救うが、通ってきた全ての黒腔が封鎖された為に虚圏に幽閉される。その後、剣八らと共にヤミーと交戦中の一護に合流、一護を現世に送り出し、剣八と共にヤミーと交戦し、直接の描写こそはないが勝利を収めた。ゾマリとの戦いで隊長羽織を無くした件で隊長羽織を「安物」と言い放ったために、京楽や剣八と共に元柳斎から説教されていた。

### 死神代行消失篇
一護に死神の力を取り戻させるため、力を与える専用の刀に他の隊長格らと共に霊圧を与え、ルキアや恋次・剣八・一角・日番谷と共に完現術者たちとの決戦に参戦し 、月島と対決。月島に「共にお互いを高めあってきた仲」という過去を挟み込まれるが、たとえ恩人でも現状は黒崎一護の敵であるため斬る事に何の躊躇いも無いと言い、勝利した。
この戦いから、服装や牽星箝が変わっている。

### 千年血戦篇
瀞霊廷に侵攻してきた『見えざる帝国 』のエス・ノトと交戦。護廷十三隊で唯一始解でエス・ノトの静脈血装を破るが卍解を奪われてしまう。『見えざる帝国 』が卍解を封印する手段を持っていることは事前の戦いで知られていたため安易な行動と評されることが多いが、まず隊長が卍解してその仕組みを解明する鍵を見つけるという作戦に基づいた行動である。その後エス・ノトの能力で恐怖心が芽生え動作が鈍り、自身の卍解を使用したエス・ノトにより瀕死の重傷を負わされて敗北した。一護が救援に来た際には満身創痍で自らの非力さを恥じながらも一護に尸魂界の守護を託して倒れ、既に折れていた千本桜が直後に砕け散った。その後、四番隊によって一命は取り留めたものの意識がない危篤状態で、零番隊によって一護や同じく危篤状態のルキア・恋次と共に霊王宮に連れて行かれ、麒麟寺天示郎の『麒麟殿』の白骨地獄と血の池地獄で治療を受ける。
その後、ルキアと恋次が兵主部一兵衛の零番離殿で修行している頃に回復し、目を覚ました（直接の描写がないため不明だが、エス・ノトの表情から侵影薬により卍解を取り戻したと思われる）。卍解を取り戻した後に、エス・ノトの滅却師完聖体に苦戦しているルキアの援護に現れ、真髄を極めた千本桜によりエス・ノトを圧倒し、ルキアを励ました。ルキアが勝利後は、ルキアと共に新たなる戦場に向かった。また、千本桜は具体的な描写こそないが修復されており、破壊された左腕も元に戻っている。その後、一護がユーハバッハのもとに向かうための時間を稼ぐために、ルキアや恋次や一角や弓親や檜佐木と共に滅却師たちと対峙する。具体的な描写はないが、リルトットやミニーニャやキャンディスやナジャークープやアキュトロンと交戦し、リルトットとミニーニャ以外の三人を無傷で撃破した。その後、ペペに操られた檜佐木に襲われ戦闘になり、ペペも戦闘に加わったために窮地に陥るが、ゾンビ化した拳西・鳳橋を連れたマユリに窮地を救われ、卍解を使うまでもなかった。その後、ルキアや他の隊長格と共に敵地に向かいジェラルドと遭遇し、他の隊長格と共に交戦する。自身はエス・ノトとの交戦で滅却師の危険度を身を以て知っていたために卍解による徹底的な攻撃を加えて圧倒するが、ジェラルドの能力解放後は他の隊長たち同様に圧倒されるも、途中で参戦した日番谷とジェラルドの交戦中にいち早く復活し、さらに乱入してきた剣八と共にジェラルドと交戦したが、ユーハバッハの聖別によりジェラルドが白骨化したため、決着はつかなかった。一連の戦いが収束した10年後でも、隊長を続けている。
小説版では、ルキアと恋次の結婚のために色々と手回しをしたことが判明した。

## 戦闘方法

### 斬魄刀
斬魄刀の名は『千本桜（せんぼんざくら）』
アニメ『斬魄刀異聞篇』で実体化した千本桜の詳細はBLEACH 斬魄刀異聞篇#実体化した斬魄刀を参照

#### 始解
能力解放と共に刀身が目に見えないほど無数の刃に分裂し、対象を斬り刻む。この無数の刃は光が当たることで桜の花弁のように見える。解放中は刀身がなくなるため、通常の「刀」として使う事が出来なくなり、防御が手薄になるなどリスクも生じる。そのため力のある相手と接近戦を行う場合などには、あえて解放を行なわず「刀」のまま剣技で戦うことも多い。零番離殿での修行後は花弁の枚数が圧倒的に増加し、始解の段階でもエス・ノトが卍解を使用したと思い込む程で、かつての卍解時と比べても遜色がないほどの量となった。解号は「散れ『千本桜』（ちれ『～』）」。卍解時にも唱えることがある。

#### 卍解
【卍解】の名は『千本桜景厳（せんぼんざくらかげよし）』
能力解放と共に斬魄刀を離し、地面に向かって落とす。刀は地面に吸い込まれるように消え、同時に足元から巨大な千本の刀身が現れる。直後それらが一斉に舞い散り、始解時を遙かに上回る数の刃と化す(刀身を真っ二つに折られた状態であっても、切先に近いほど順に2つ共地面に落とすことで発動可能)。その総数は数億枚とも言われ、桜色の濁流とも捉えられるその無数の刃を縦横無尽に操る事で、攻防一体・死角皆無の完全なる全方位攻撃が可能となる。刃は白哉の念のみでも操る事ができるが、手掌の動きを加えることで精度・速力が倍化（2倍）する。ゲームでは発生した巨大な刀でも攻撃する。
「吭景・千本桜景厳（ごうけい・せんぼんざくらかげよし）」
数億枚の刃で敵の全方位を球形に囲み、斬砕する。恐らく殲景になる前の姿。
「殲景・千本桜景厳（せんけい・せんぼんざくらかげよし）」
散り散りになっていた数億枚の刃を、卍解状態のまま千本の刀の姿に圧し固める事で、爆発的に殺傷能力を高めた形態。変幻自在の包囲攻撃はせず、刀のひとつを手にして戦う、刀を矢の様に敵めがけて飛ばす（補助的に用いられる）ことが主な戦闘手段として用いられる。
防御を捨てた超攻撃形態であり、白哉が自らの手で斬ると誓った者にしか見せない、千本桜の真の姿である。見せたのは一護で二人目。攻撃力のみを上げる技のため、白哉自身の速度は変わらない。
「奥義　一咬千刃花（おうぎ　いっかせんじんか）」
殲景・千本桜景厳を展開後、全ての刀を敵に向けて飛ばす。能力を解放したジェラルドに対して使用。一護戦ではこの技を匂わす発言をしたのみで使わず。
「終景・白帝剣（しゅうけい・はくていけん）」
殲景・千本桜景厳を展開後、千本桜景巌の全ての刃を圧し固め、一振りの刀にした形態。アニメでは、霊圧が牙を剥く鳥獣に変化し凄まじさを物語った。原作では、一護以外には使ったことがない。

#### 無傷圏
始解及び卍解時に白哉を守るためにその周囲に存在する、千本桜の刃が絶対に通らない白哉を中心とした半径約85cmの領域。舞い散る無数の刃の操作を誤った時でも反応し、回避できるギリギリの範囲であり、その中なら白哉自身は傷を負うことはない。同時に千本桜唯一の弱点であるため、相手が無傷圏に侵入した場合は完全に無防備となる。
意図的に範囲を狭めることも出来るが、特に卍解時に手掌の操作で速力を上げた状態だと、敵に少し操作のタイミングをずらされるだけで刃を回避出来なくなり自滅する危険性があり、月島との戦いでは左腕を負傷した。

### 鬼道
破道の一 衝
虚圏で凍りつきかけていたルキアを助ける為に使用。威力が弱いことを逆に利用した。
破道の四 白雷
白哉が比較的多用する鬼道。貫通能力も兼ね備えている。
破道の三十三 蒼火墜
白哉の得意とする鬼道の一つ。詠唱破棄でも相当な威力のものを放つことが出来、卍解した狒狒王蛇尾丸を損傷させるほど。
縛道の六十一 六杖光牢
白哉の得意とする鬼道の一つで、対象の相手一体の動きを封じる効果がある。
縛道の八十一 断空
こちらも詠唱破棄でも八十九番以下の破道を完璧に防ぐ。鬼道に近い性質の技も防ぐことが出来る。

## アニメの経歴

### バウント篇
尸魂界に潜入したバウント・ヨシに襲われたルキアを救出し、一護から協力を求められるが拒否する。その後、草鹿＝北流魂街79地区で狩矢と対峙し、互角の戦いを繰り広げた。

### 斬魄刀異聞篇
実体化した斬魄刀の反乱の最中、ルキアと恋次を援護するため実体化した千本桜と対峙後姿を消していたが、突如現れ「この男を斬らせるわけには行かぬ」と反乱の首謀者である村正と行動を共にし、死神達を裏切り対立することになる。死神である白哉を信頼できないという斬魄刀たちに対し、ルキアの斬魄刀である袖白雪を一刀両断することで村正に覚悟を見せる。村正からは目的に協力したために感謝されているが、何かを企んでいるとも思われており、千本桜に見張られている。
村正側についた真の理由は、かつて朽木家にいたが謀反を起こし空座町に封印された死神・朽木響河を倒すためであり、それは銀嶺から受け継いだ朽木家当主の役目である。響河が封印されている場所を突き止めるため、仲間の死神達を裏切る形となっても、自身が屈服させた千本桜と共に村正の下につき調査していた。
村正が響河の封印を解いた後に響河と交戦、響河の能力に翻弄され多くの手傷を負わされるも千本桜の助力と「殲景・千本桜景厳」「終景・白帝剣」によって勝利を収める。その後、仲間の死神達の元に戻り、捕食した虚の力が暴走した村正を迎え撃つ。

### 護廷十三隊侵軍篇
マユリによって断界から救出され、一護達の援軍となるべく、現世に他の隊長格と共に現れる。その後、浦原の協力により、狛村・日番谷・剣八と共に尸魂界へ向かい、霊骸の日番谷や自分と対決し勝利した。そして、首謀者の影狼佐の元に向かい全員で共闘するも、影狼佐の策の前に全員苦戦し、その後に消息が途絶えてしまうが、援護に来た空鶴と兕丹坊に救われ空鶴の家で療養していたのだった。その後、一護と浦原が死神の力を奪還するべく尸魂界に侵入し、霊骸に囲まれ窮地に陥った時に全員で現れ、霊骸たちと戦った。また、空鶴の家で療養している時は、わかめ大使を制作していたらしい（日番谷は修行の音だと思い込んでいた）。

### 死神図鑑ゴールデン
恋次が現世に行っている間は代わりに副隊長定例会に出席したり、ルキアの不在時には女性死神協会の定例会に出席する素振りも見せるなど、かなり仕事熱心な一面も描かれている。しかし、日番谷・京楽・浮竹との合同任務では他隊の隊長が様々な理由で来られないのに対し、白哉だけは「家の鯉の面倒を見ないといけないから」という貴族ならではの理由で赴かなかった。口うるさいやちるを菓子などでいとも簡単に黙らせたり、変な質問にも真面目に回答するため、周囲の人を戸惑わせたり笑わせたりすることも。「千本桜で髪を切った」という普段は口にしない冗談を言って恋次を驚かせたこともある。ちなみに習字教室を開いている。オフィシャルブックでは一度、牽星箝を携帯電話としてお笑いのネタにしたことも（全くウケなかったが）。